# Miedzierza
Miedzierza – wieś sołecka w Polsce położona w województwie świętokrzyskim, w powiecie koneckim, w gminie Smyków.
Do 1954 roku istniała gmina Miedzierza. W latach 1954–1968 wieś należała i była siedzibą władz gromady Miedzierza, po jej zniesieniu w gromadzie Smyków. W latach 1975–1998 miejscowość administracyjnie należała do województwa kieleckiego.
Przez miejscowość przepływa niewielka rzeka Czarna Taraska dopływ Czarnej.
W Miedzierzy znajduje się cmentarz parafialny, wpisany do rejestru zabytków nieruchomych (nr rej.: A.499 z 25.06.1992).
13 września 1944 Niemcy spacyfikowali wieś. Spalili około 100 budynków. Ludność widząc zbliżających się hitlerowców uciekła do lasu.
W Miedzierzy urodził się Stanisław Gąssowski (1892–1952), major kawalerii Wojska Polskiego, działacz niepodległościowy, kawaler Orderu Virtuti Militari.
Wieś jest siedzibą rzymskokatolickiej parafii Matki Bożej Częstochowskiej.

## Części wsi
| SIMC    | Nazwa | Rodzaj    |
| ------- | ----- | --------- |
| 0270030 | Barak | część wsi |

## Turystyka
Przez wieś przechodzi  czerwony szlak turystyczny z rezerwatu przyrody Diabla Góra do Łącznej oraz  zielony szlak rowerowy z Sielpii Wielkiej do Błotnicy.